# New Year's Revolution 2006
New Year's Revolution (2006), va ser el segon esdeveniment anual de pagament per visió (PPV) New Year's Revolution produït per la World Wrestling Entertainment (WWE). Va tenir lloc al Pepsi Arena d'Albany, Nova York el 8 de gener del 2006. Amb l'exclusiva participació de la marca Raw.

## Resultats
(c) = campió.
- Ric Flair (c) derrotà Edge (amb Lita) (5:13)
- Trish Stratus (c) derrotà Mickie James (7:17)
- Jerry Lawler derrotà Gregory Helms (9:32)
- Triple H derrotà The Big Show (16:11)
- Shelton Benjamin (amb Momma Benjamin) derrotà Viscerà (7:48)
- Ashley derrotà Maria, Torrie Wilson, Victoria i Candice Michelle (11:01)
- John Cena (c) derrotà Kurt Angle, Chris Mordetzky, Carlito, Shawn Michaels i Kane (28:23)
- Edge derrotà John Cena (c) (1:46)